# Ilija Jakovljević (katolički svećenik)
Ilija Jakovljević (Donji Bešpelj, 2. siječnja 1979.), hrvatski katolički svećenik, crkveni dužnosnik, postulator i vicepostulator u kauzi za proglašenje blaženim Miroslava Bulešića.

## Životopis
Rođen je u Donjem Bešpelju kod Jajca. U Gornjem Bešpelju i slovenskoj Ajdovščini pohađao osnovnu školu i u Sloveniji. Poslije osnovne otišao je u Zadar u sjemenište Zmajević kao kandidat za svećenika Porečke i Pulske biskupije. Maturirao je 1997. godine. Upisao je teologiju na Katoličkom bogoslovnom fakultetu u Rijeci i ušao u bogosloviju. Za đakona ga je zaredio biskup porečki i pulski mons. Ivan Milovan 2002. godine u porečkoj bazilici. Đakonski praktikum Jakovljević je obnašao u službi osobnog biskupova tajnika u Biskupskom ordinarijatu u Poreču i kao pastoralni suradnik u Župi Rovinj. Zaređen je za svećenika u pulskoj katedrali 2003. godine. Iste je godine otišao na postdiplomski studij iz kanonskog prava na papinsko sveučilište Gregorianu. Od 2005. kancelarom biskupije. Magistrirao je 2006. godine tezom Prijevara u presudama Rimske Rote. Kad se vratio sa studija, preuzeo je i druge službe u biskupiji, te pastoralno pomaže u raznim župama.

## Književni rad
Tijekom studija napisao je igrokaze O bl. Alojziju Stepincu i o Duhovnom pozivu. Redoviti je pisac u Istarskoj Danici i Ladonji, te urednik nekoliko knjiga iz istarske crkvene povijesti.

## Dužnosti
Jakovljević je župnik nadžupe sv. Kuzme i Damjana u Fažani, policijski kapelan za Policijsku upravu istarsku, pridodani sudski vikar pri Interdijecezanskom ženidbenom sudu u Rijeci, biskupijski povjerenik za popis žrtava II. svjetskog rata i poraća, vicepostulator u kauzi za proglašenje bl. Miroslava Bulešića svetim, povjerenik za povrat crkvene imovine, vodnjanski dekan, te član raznih biskupijskih vijeća. Voditelj je Metropolijskog ureda za zaštitu maloljetnika i ranjivih osoba. Bio je u više navrata predsjednik nadzornog odbora u "Josip Turčinović" d.o.o - Pazin. Kratko je upravljao župama Žminj i Motovun. Bio je biskupijski kancelar i v.d. ekonom porečke biskupije.

## Slučaj »Dajla«
Pri izbijanju slučaja, medijski je istupio u Dnevniku HTV-a iznijevši da se u slučaju Dajla radi o „pranju novca”. Izjava je izazvala veliki odjek i neslaganje pojedinih crkvenih dužnosnika s Jakovljevićem. Tvrdio je kako su indicije upućivale na nepravdu prema Porečkoj i pulskoj biskupiji te pristranost  osoblja u vatikanskom vrhu. koji je kroz svoje najviše dužnosnike držao stranu talijanskih benediktinaca, dok su Poreču prijetili ovrha i bankrot. U dijelu javnosti tvrdilo se kako su neki visoki dužnosnici podilazili iredentistima. Prema vlasničkom sporu kod samostana u Dajli čini se da su u vatikanskoj upravu glavnu riječ imali talijanski iredentisti, koji žele autoritetom Vatikana svakako vratiti talijanske benediktince u Istru i ne čekajući učlanjenje RH u EU. Isprve su govorili da je to isključivo unutarcrkveni problem, no nakon odluke Ministarstva pravosuđa o povratu zemljišta u Dajli državi, slučaj se rješavao na relaciji Sveta Stolica - Hrvatska, pa je odluka o povlačenju Jakovljevića postala samo privremenom. Slučaj je „razriješio” msgr. Dražen Kutleša.

## Postulator
Glavni je i odgovorni urednik Glasnika postulature bl. Miroslava Bulešića. Dugo je godina bio suradnik u postulaturi za beatifikaciju Sluge Božjeg Miroslava Bulešića, a nakon što je Bulešić beatificiran, Jakovljević je bio u vicepostulaturi za proglašenje Bulešića svetim. Jakovljević je bio važan u svim aspektima postupka zemnih ostataka blaženika te njihova prijenosa u novi oltar. Kad je umro mons. Vjekoslav Milovan, vicepostulator za proglašenje svetim bl. Miroslava Bulešića, Jakovljević je postao novi vicepostulator na toj kauzi. Dužnost mu je dekretom dodijelio rimski postulator mons. Jure Bogdan.